# Eleições estaduais em Sergipe em 1950
As eleições estaduais em Sergipe em 1950 ocorreram em 3 de outubro como parte das eleições no Distrito Federal, em 20 estados e nos territórios federais do Acre, Amapá, Rondônia e Roraima. Ao fim da apuração foram eleitos o governador Arnaldo Garcez, o vice-governador Edelzio Melo, o senador Júlio César Leite, sete deputados federais e trinta e dois deputados estaduais.
Nascido em Itaporanga d'Ajuda, o produtor rural Arnaldo Garcez dedicou especial afinco ao cultivo da cana-de-açúcar. Sua estreia na vida política aconteceu tempos após a Revolução de 1930, pois em outubro de 1934 elegeu-se deputado estadual à Assembleia Legislativa de Sergipe e assim participou da Assembleia Estadual Constituinte responsável pela Carta Magna estadual promulgada em 16 de julho de 1935, embora a tenha assinado com restrições. Seu mandato foi extinto em 10 de novembro de 1937 quando Getúlio Vargas outorgou o Estado Novo. Em 1940 foi nomeado para o Conselho Administrativo de seu estado, nele permanecendo por um ano. Regressou ao mundo político ao eleger-se governador de Sergipe em 1950, mas devido a profusão de recursos judiciais questionando o resultado do pleito, tomou posse apenas em 12 de março de 1951, após quarenta dias de espera.
Membro do PSD, Edelzio Melo foi eleito deputado estadual em 1947 e vice-governador de Sergipe em 1950.
Natural de Riachuelo, o industrial Júlio César Leite formou-se advogado em 1917 pela Faculdade de Direito da Universidade Federal do Rio de Janeiro. Ao retornar a Sergipe atuou como chefe de polícia e secretário-geral do governo estadual antes de eleger-se senador via PR em 1950. Ressalte-se que seu irmão, Augusto César Leite, representou os sergipanos no Congresso Nacional entre o fim da República Velha e o Estado Novo.

## Resultado da eleição para governador
Informações oriundas do banco de dados do Tribunal Superior Eleitoral dão conta que os 94.138 votos nominais foram assim distribuídos:
| Candidatos a governador do estado | Candidatos a vice-governador | Número | Coligação                                  | Votação | Percentual |
| --------------------------------- | ---------------------------- | ------ | ------------------------------------------ | ------- | ---------- |
| Arnaldo Garcez PSD                | Ver abaixo -                 | -      | PSD, PR, PRP, PL                           | 36.374  | 38,64%     |
| Leandro Maciel UDN                | Ver abaixo -                 | -      | Coligação Democrática Sergipana (UDN, PST) | 36.343  | 38,61%     |
| Francisco Macedo PTB              | Ver abaixo -                 | -      | Aliança Popular (PTB, PSB, PSP)            | 21.421  | 22,75%     |
| Fontes:                           |                              |        |                                            |         |            |

## Resultado da eleição para vice-governador
Informações oriundas do banco de dados do Tribunal Superior Eleitoral dão conta que os 79.473 votos nominais foram assim distribuídos:
| Candidatos a governador do estado | Candidatos a vice-governador | Número | Coligação                                  | Votação | Percentual |
| --------------------------------- | ---------------------------- | ------ | ------------------------------------------ | ------- | ---------- |
| Ver acima -                       | Edelzio Melo PSD             | -      | PSD, PR, PRP, PL                           | 36.649  | 46,11%     |
| Ver acima -                       | Pedro Diniz UDN              | -      | Coligação Democrática Sergipana (UDN, PST) | 36.308  | 45,69%     |
| Ver acima -                       | Aldebrando Menezes PTB       | -      | Aliança Popular (PTB, PSB, PSP)            | 6.516   | 8,20%      |
| Fontes:                           |                              |        |                                            |         |            |

## Resultado da eleição para senador
Informações oriundas do banco de dados do Tribunal Superior Eleitoral dão conta que os 81.178 votos nominais foram assim distribuídos:
| Candidatos a senador da República | Candidatos a suplente de senador | Número | Coligação           | Votação | Percentual |
| --------------------------------- | -------------------------------- | ------ | ------------------- | ------- | ---------- |
| Júlio César Leite PR              | Ver abaixo -                     | -      | PSD, PR, PRP, PL    | 42.832  | 52,76%     |
| Maynard Gomes PSP                 | Ver abaixo -                     | -      | PSP (sem coligação) | 38.346  | 22,40%     |
| Fontes:                           |                                  |        |                     |         |            |

## Resultado da eleição para suplente de senador
Informações oriundas do banco de dados do Tribunal Superior Eleitoral dão conta que os 80.869 votos nominais foram assim distribuídos:
| Candidatos a senador da República | Candidatos a suplente de senador | Número | Coligação           | Votação | Percentual |
| --------------------------------- | -------------------------------- | ------ | ------------------- | ------- | ---------- |
| Ver acima -                       | Moacir Sobral Barreto PR         | -      | PSD, PR, PRP, PL    | 42.556  | 52,62%     |
| Ver acima -                       | José Garcez Vieira PSP           | -      | PSP (sem coligação) | 38.313  | 47,38%     |
| Fontes:                           |                                  |        |                     |         |            |

## Deputados federais eleitos
São relacionados os candidatos eleitos com informações complementares da Câmara dos Deputados.

Representação eleita
  PSD: 2
  UDN: 2
  PTB: 1
  PR: 1
  PSB: 1

| Deputados federais eleitos | Partido | Votação | Percentual | Cidade onde nasceu | Unidade federativa |
| Leite Neto                 | PSD     | 18.189  |            | Riachuelo          | Sergipe            |
| Francisco Macedo           | PTB     | 14.881  |            | Boquim             | Sergipe            |
| Leandro Maciel             | UDN     | 6.580   |            | Rosário do Catete  | Sergipe            |
| Luís Garcia                | UDN     | 5.860   |            | Rosário do Catete  | Sergipe            |
| Amando Fontes              | PR      | 5.855   |            | Santos             | São Paulo          |
| Carvalho Neto              | PSD     | 4.562   |            | Simão Dias         | Sergipe            |
| Orlando Dantas             | PSB     | 3.216   |            | Capela             | Sergipe            |
| Fontes:                    |         |         |            |                    |                    |

## Deputados estaduais eleitos
Foram eleitos 32 deputados estaduais distribuídos da seguinte forma: Coligação Democrática Sergipana onze, PSD nove, PR sete, Aliança Popular quatro, PSP um.

Representação eleita
  UDN: 11
  PSD: 9
  PR: 7
  PTB: 4
  PSP: 1

| Deputados estaduais eleitos         | Partido | Votação | Percentual | Cidade onde nasceu       | Unidade federativa |
| Filadelfo Pôrto Dória               | UDN     | 2.301   | 2,44%      | Nossa Senhora do Socorro | Sergipe            |
| José Antônio Nunes Mendonça         | PTB     | 1.912   | 2,03%      | Itabaiana                | Sergipe            |
| Airton Teles                        | PSD     | 1.863   | 1,97%      | Itabaiana                | Sergipe            |
| Acrísio Cruz                        | PSD     | 1.856   | 1,97%      | Laranjeiras              | Sergipe            |
| Jocelino Carvalho                   | UDN     | 1.810   | 1,92%      | Lagarto                  | Sergipe            |
| João Melo de Oliveira               | PSD     | 1.681   | 1,78%      | São Domingos             | Sergipe            |
| Martinho Dias Guimarães             | PSD     | 1.580   | 1,67%      | Propriá                  | Sergipe            |
| José Dória de Almeida               | UDN     | 1.574   | 1,67%      | Aracaju                  | Sergipe            |
| José Silveira Lins                  | PSD     | 1.569   | 1,66%      | Itaporanga d'Ajuda       | Sergipe            |
| Napoleão Emídio da Costa            | PSD     | 1.562   | 1,65%      | Tomar do Geru            | Sergipe            |
| Seixas Dória                        | UDN     | 1.499   | 1,59%      | Propriá                  | Sergipe            |
| Francisco Guedes de Melo            | PR      | 1.497   | 1,59%      | Aracaju                  | Sergipe            |
| Manuel Cabral Machado               | PSD     | 1.460   | 1,55%      | Rosário do Catete        | Sergipe            |
| Joaquim Martins Fontes              | PSD     | 1.442   | 1,53%      | Lagarto                  | Sergipe            |
| José de Carvalho Déda               | PSD     | 1.442   | 1,53%      | Paripiranga              | Bahia              |
| Armando Rollemberg                  | PR      | 1.343   | 1,42%      | Japaratuba               | Sergipe            |
| Sebastião de Aguiar Figueiredo      | UDN     | 1.248   | 1,32%      | Rosário do Catete        | Sergipe            |
| Durval Militão de Araújo            | PTB     | 1.243   | 1,32%      | Aracaju                  | Sergipe            |
| Adelvan Cavalcanti Baptista         | UDN     | 1.200   | 1,27%      | Umbaúba                  | Sergipe            |
| Temístocles Diniz Gonçalves         | UDN     | 1.168   | 1,24%      | Laranjeiras              | Sergipe            |
| Orlando Bezerra Lemos               | PR      | 1.167   | 1,23%      | Santa Luzia do Itanhy    | Sergipe            |
| Josué Modesto dos Passos            | UDN     | 1.132   | 1,20%      | Ribeirópolis             | Sergipe            |
| Clóvis de Faro Rollemberg           | UDN     | 1.090   | 1,15%      | Japaratuba               | Sergipe            |
| Sílvio Teixeira                     | PR      | 1.084   | 1,15%      | Aracaju                  | Sergipe            |
| Roosevelt Dantas Cardoso de Menezes | PR      | 1.058   | 1,12%      | Aracaju                  | Sergipe            |
| Pedro Soares                        | PR      | 1.048   | 1,11%      | Barra dos Coqueiros      | Sergipe            |
| Francisco Rabelo Leite Filho        | PR      | 1.044   | 1,10%      | Riachuelo                | Sergipe            |
| Olímpio Rabelo Morais               | UDN     | 1.000   | 1,06%      | Carira                   | Sergipe            |
| Manoel Barbosa de Souza             | PTB     | 969     | 1,02%      | Japoatã                  | Sergipe            |
| José de Matos Teles                 | PSP     | 913     | 0,96%      | Japaratuba               | Sergipe            |
| José de Freitas Leitão              | UDN     | 903     | 0,95%      | Malhador                 | Sergipe            |
| Cândido Dortas de Araújo            | PTB     | 893     | 0,94%      | Santo Amaro das Brotas   | Sergipe            |
| Fontes:                             |         |         |            |                          |                    |